# Camera 92
Camera 92 este un film românesc din 1990 regizat de Francisc Mraz.